# Sang Dīvār
Sang Dīvār (persiska: سنگ دیوار) är en ort i Iran.   Den ligger i provinsen Khorasan, i den nordöstra delen av landet, 700 km öster om huvudstaden Teheran. Sang Dīvār ligger 698 meter över havet och antalet invånare är 220.
Terrängen runt Sang Dīvār är kuperad åt sydväst, men åt nordost är den platt.Runt Sang Dīvār är det ganska glesbefolkat, med 47 invånare per kvadratkilometer. Närmaste större samhälle är Īdah Līk, 13,0 km söder om Sang Dīvār. Omgivningarna runt Sang Dīvār är i huvudsak ett öppet busklandskap.